# Petrus van Gorp

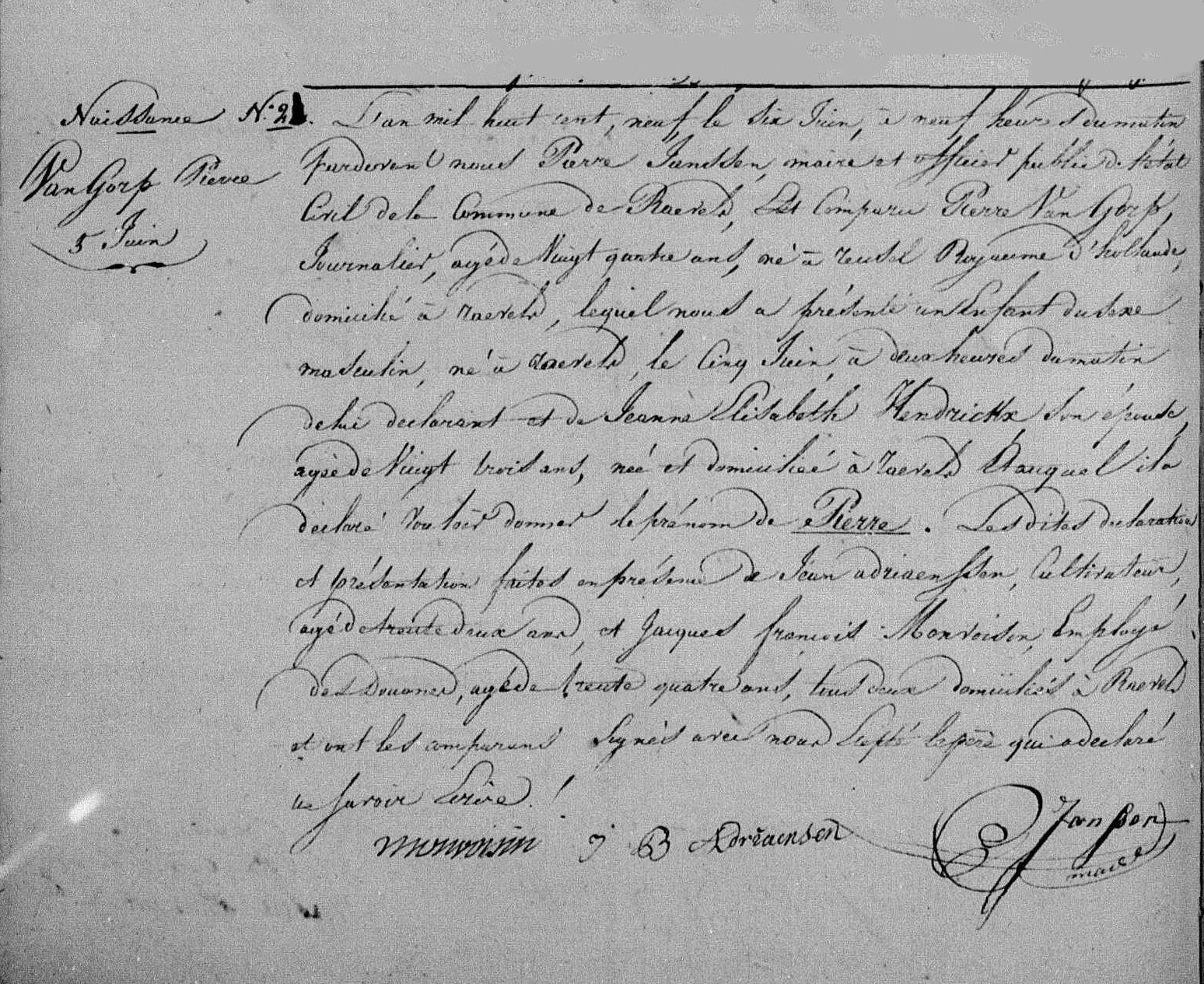
geboorte akte Klein Peerke

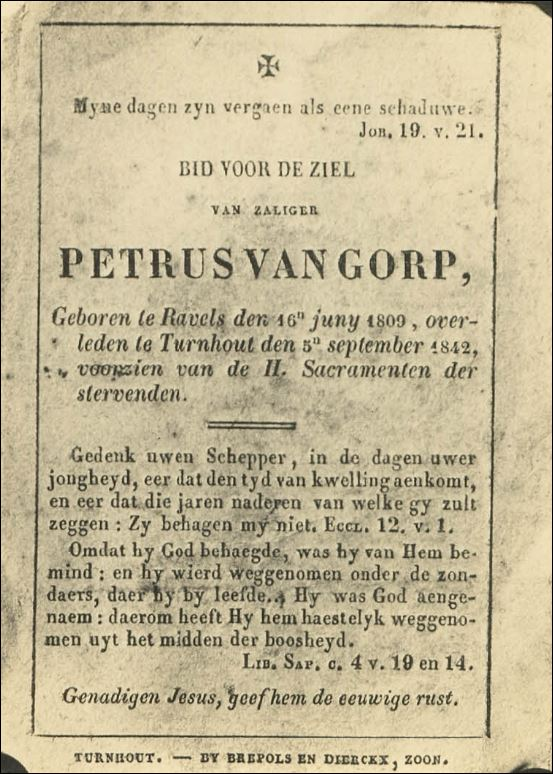
Bidprentje Petrus van Gorp

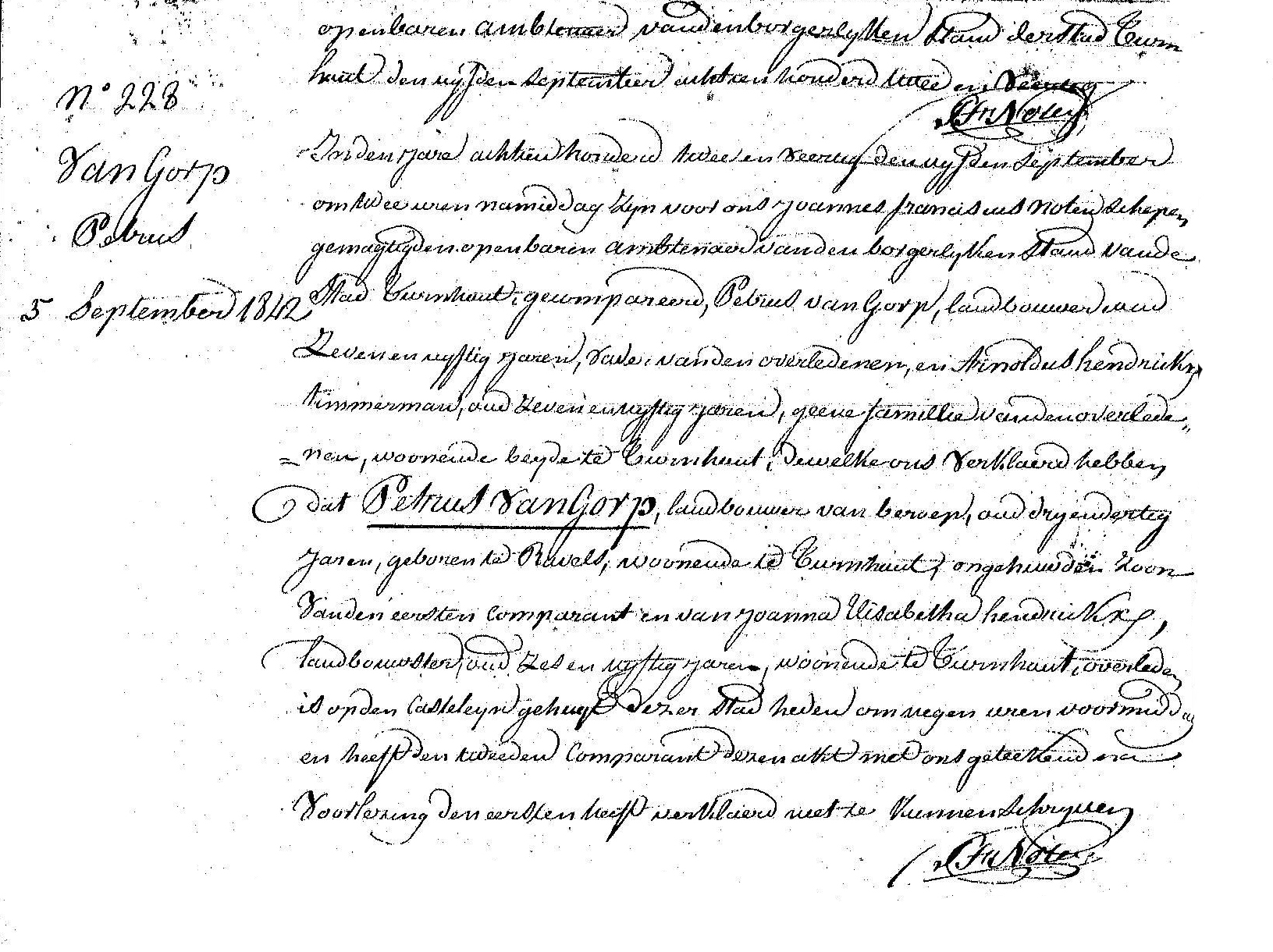
Overlijdensakte Klein Peerke

Petrus van Gorp, alias Klein Peerke (Ravels, 5 juni 1809 (akte 21)  - Turnhout, 5 september 1842 (akte 228) was een Vlaamse reus en boerenzoon.

In 1816 verhuisde het gezin naar Turnhout. Hier werd zijn bijnaam de Reus van Turnhout.
Hij was 2 meter 18 groot, een serieuze grootte als men weet dat de gemiddelde man in de 19e eeuw slechts 1 meter 60 groot werd.
Van Gorp hielp aanvankelijk mee op de boerderij van zijn ouders maar door zijn gestalte ging hij ook optreden als reus, zelfs in Parijs. In die tijd was het bijzonder om helemaal naar deze stad te gaan om daar op te treden aangezien een dergelijke tocht toentertijd een soort wereldreis was. Van Gorp had met zijn schouderbreedte van 65 centimeter de beschikking over veel kracht. Volgens de overlevering kon hij een volgeladen mestwagen optillen, iets dergelijks weegt zo'n 1000 kilogram. Ook tilde hij weleens een ploeg op om mensen in de verte de weg te wijzen. Zo'n ploeg is door iemand van gemiddelde kracht niet te tillen.
Ook wordt er verteld dat zijn buurman eens de grenspaal had verplaatst (die gebruikte men vroeger als afscheiding van eigendommen). De grenspaal was uiteraard verplaatst ten nadele van de familie van Gorp. In woede ontstoken sloeg Klein Peerke alle grenspalen vervolgens met de blote vuist de grond in.
Mensen met een dergelijk gestalte worden vaak niet oud, zo ook Klein Peerke. Hij overleed reeds op 33-jarige leeftijd. Hij werd begraven op het oude kerkhof aan de Kwakkelstraat In Turnhout. Het graf is reeds geruimd.
Zijn klompen staan in het Taxandriamuseum te Turnhout tentoongesteld.

## In populaire cultuur
- Van Gorp en zijn legende spelen een belangrijke rol in het Suske en Wiskealbum "De vonkende vuurman".